# Lagos Mainland
Lagos Mainland è una delle aree a governo locale (local government areas) in cui è suddiviso lo stato di Lagos, nella Repubblica Federale della Nigeria.
Conta una popolazione di 317.720 abitanti.